# لئودینگ
شهر لئودینگ (به آلمانی: Leonding) در استان  اوبراسترایش با جمعیت  ۲۳٬۶۲۴  نفر در کشور اتریش واقع شده‌است.